# 국민의용대

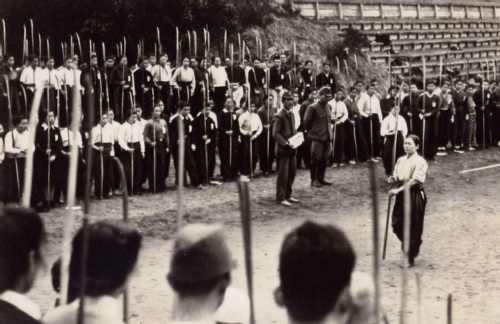
제52군에게 훈련을 받고 있는 지바현의 학생들

국민의용대(일본어: 國民義勇隊 코쿠민기유타이[*])는 태평양 전쟁 말기인 1945년(쇼와 20년) 3월, 방공 및 공습피해복구 등에 전국민을 동원하여 본토결전에 대비하기 위해 만들어진 향방조직이다.
1945년 3월 23일 「국민의용대 조직에 관한 건」으로 각의결정되어 발족되었다. 동년 6월에는 대정익찬회·대일본익찬장년단·대일본부인회 등을 흡수통합했다.
국민의용대는 각 지역 또는 직장 단위마다 편성되어 전국의 반상회들을 소대로 삼아 지역 단위는 시정촌국민의용대(市町村国民義勇隊), 직장단위는 직역국민의용대(職域国民義勇隊)라고 했다. 그 위에 두 의용대를 포괄하는 상급조직인 연합국민의용대(連合国民義勇隊)가 있었다. 의용대 훈련 대상 연령은 국민학교 초등과 수료자로서 남성은 65세 이하, 여성은 45세 이하였고 해당하지 않아도 자원입대할 수 있었다.
1945년 6월 23일 의용병역법이 공포되면서 국민의용전투대(国民義勇戦闘隊)로 편성되었다. 국민의용전투대는 일단은 국민의용대와 별개 조직이지만 국민의용대를 기초로 구성되었기에 조직 많은 부분이 겹친다. 원칙적으로 기존의 시정촌국민의용대와 직역굼니의용대가 기본 단위이고, "소대"가 "전대"로 명칭이 바뀌는 등 변화가 있었지만 실제 편제 및 운영은 각 시정촌 등에 위임되었다. 의용병역 대상은 남성은 15세에서 60세, 여성은 17세에서 40세이며 연령 제한 외의 사람도 자원입대할 수 있었다.
국민의용전투대는 총 2,800 만여명이었고 이들은 모두 본토결전에 동원될 예정이었다. 또한 명칭은 "의용병"이지만 의용병역은 일반 병역과 마찬가지로 "황국신민의 의무"였기에 의용소집을 부당 탈한 자는 의용병역법 7조에 따라 징역형이 부과되었다. 때문에 이름만 의용군이지 실제로는 징집군이었다.
무기 따위 장비는 대원 각자가 알아서 준비했다. 때문에 무라타 총 같은 구식 총조차 없고 집에 모셔진 도검, 낫 따위 농기구, 육군에서 발행한 매뉴얼에 따라 제작한 죽창 등 매우 열악했다. 전시국제법상의 전투원 자격을 확보하기 위해 대원은 기장을 착용하고 지휘대원은 완장을 차서 표시했다.

## 같이 보기
- 국민돌격대
- 여자정신대
- 결호 작전
- 죽창 삼백만 본론

## 참고 자료
- 방위청 방위연구소 역사실 (1971). 《本土決戦準備（1）関東の防衛》. 戦史叢書. 朝雲新聞社. 다음 글자 무시됨: ‘和書’ (도움말)